# Boyomawatervallen
De Boyomawatervallen (Frans: Chutes Tshungu) of kortweg Boyoma, tot 1972 Stanleywatervallen, zijn een serie van zeven watervallen in Congo-Kinshasa in het Kongobekken tussen de steden Ubundu en Kisangani (provincie Tshopo). De eerste van de twee grootste watervallen ligt nabij Ubundu en is door de smalle en kronkelige stroom, erg moeilijk bereikbaar. De andere grote waterval ligt bij Kisangani en is makkelijk te zien en te bereiken vanuit de stad. Parallel aan de rivier tussen Ubundu en Kisangani loopt een spoorlijn die de steden met elkaar verbindt.
De watervallen liggen in de bovenloop van de Kongo, die daar Lualaba genoemd wordt. De breedte van de watervallen bedraagt gezamenlijk ruim 10 kilometer (gemiddelde breedte per waterval: 1.372 meter) en de hoogte is 61 meter. Aan de voet van de watervallen draagt de rivier de naam Kongo. De gemiddelde stroomsnelheid bedraagt 17.000 m³/s.
De watervallen worden door Franstaligen vaak Wageniawatervallen genoemd, naar de lokale vissers die een speciale manier van vissen hebben ontwikkeld. Deze vissers, Wagenia genoemd, bouwen houten constructies tussen de rotsen. Aan deze houten constructies, hangen manden waarmee de grote vissen worden gevangen.
Henry Morton Stanley, waarnaar de watervallen aanvankelijk waren vernoemd, bezocht de watervallen als eerste Europeaan in 1878. Hij beschreef het als volgtː 
"Door te profiteren van de rotsen, zijn de inboorlingen erin geslaagd om zware houten palen met een doorsnede van 6 inch (15 centimeter) overeind te zetten, met hieraan met behulp van Rattan gemaakte kabels, vastgemaakte manden. Er liggen ongeveer elke dag 60 a 70 manden aan elke zijde van de rivier, met tamelijk groot succes. Met zes van deze manden werden namelijk 28 grote vissen gevangen."